# Офенберг
Офенберг (њем. Offenberg) општина је у њемачкој савезној држави Баварска. Једно је од 26 општинских средишта округа Дегендорф. Према процјени из 2010. у општини је живјело 3.333 становника. Посједује регионалну шифру (AGS) 9271140.

## Географски и демографски подаци
Офенберг се налази у савезној држави Баварска у округу Дегендорф. Општина се налази на надморској висини од 346 метара. Површина општине износи 23,8 km². У самом мјесту је, према процјени из 2010. године, живјело 3.333 становника. Просјечна густина становништва износи 140 становника/km².